# Avenida México (Caracas)
Avenida México es el nombre que recibe una arteria vial en el Municipio Libertador al oeste del Distrito Metropolitano de Caracas y al centro norte del país sudamericano de Venezuela. Fue bautizada así como su nombre lo indica en honor a México.

## Descripción

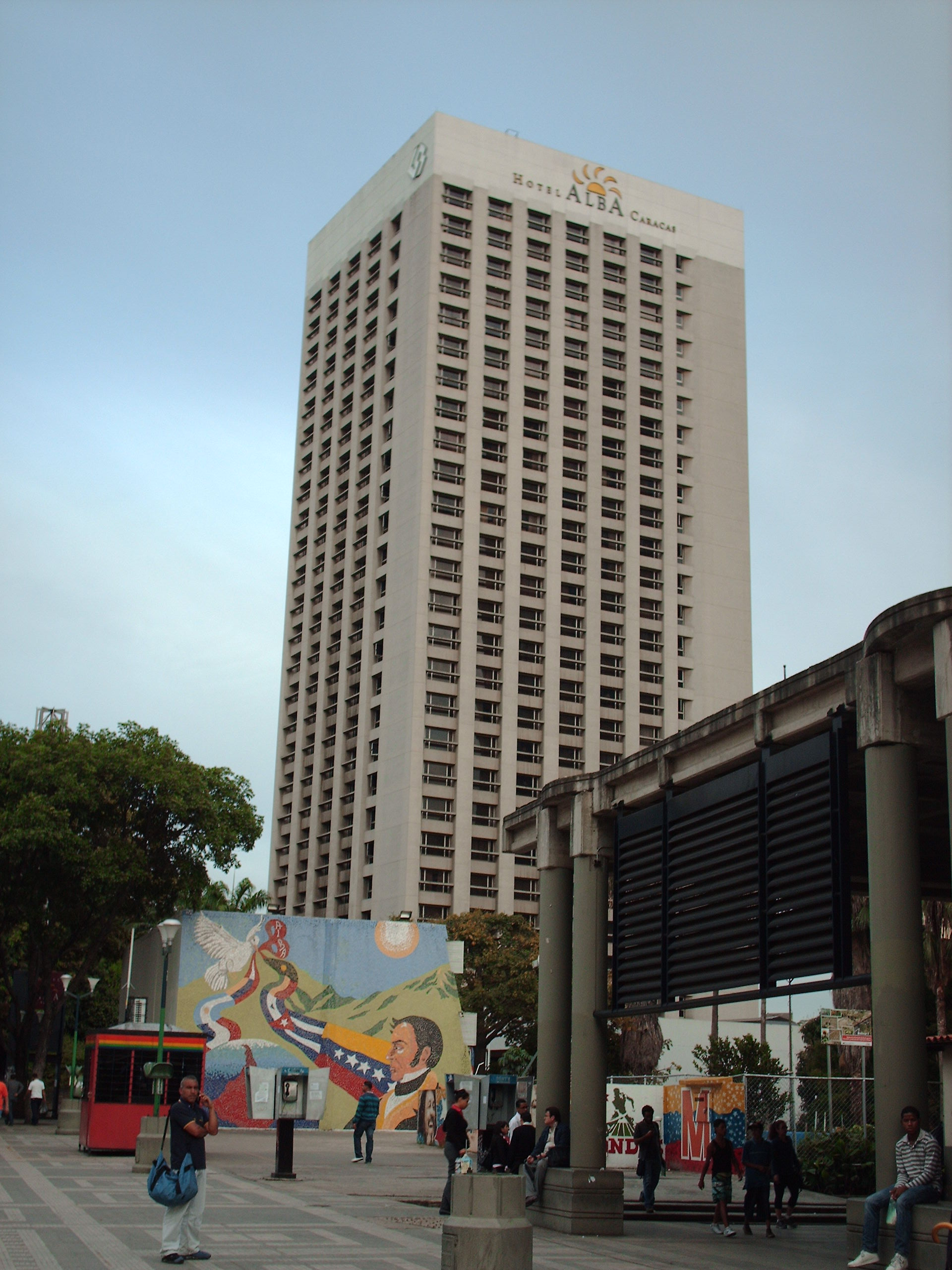
Torre Norte del Hotel Alba Caracas, visto desde la Avenida México.

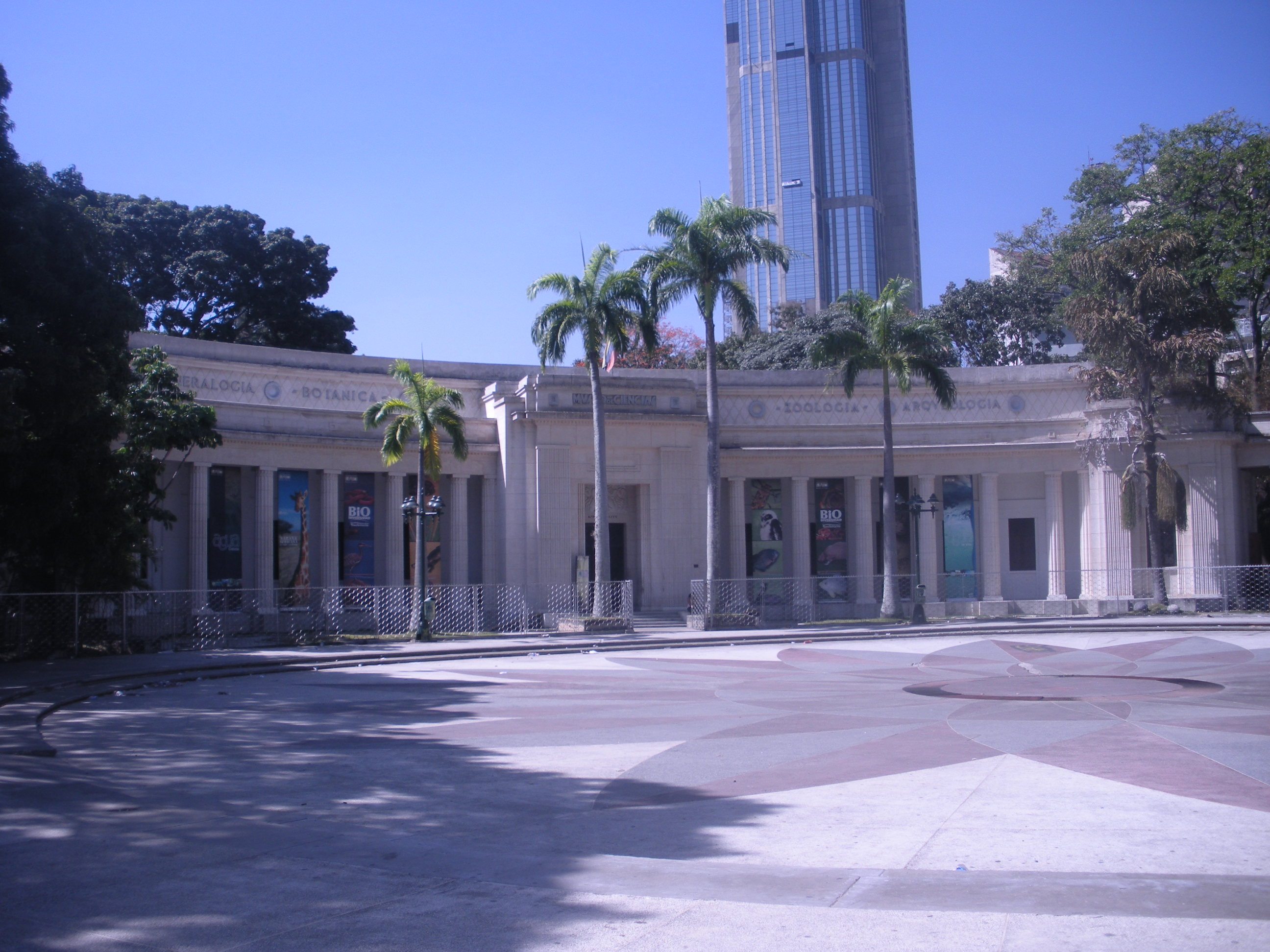
Museo de Ciencias de Caracas, Plaza Morelos, Avenida México

Se trata de una vía de transporte carretero que conecta la Avenida Universidad cerca de la Plaza Parque Carabobo con la Avenida Libertador a la altura del Hotel Alba Caracas.
En su recorrido también se vincula con la avenida Sur 23, Avenida Sur 19, Avenida Sur 17, Avenida Sur 15, Avenida Sur 13, atravesando partes de los sectores de Bellas Artes y Quebrada Honda. Entre los puntos de interés que destacan en sus alrededores, se pueden citar el Ministerio Público, el Paseo Anauco, el Liceo Andrés Bello, la Galería de Arte Nacional, el Mercado de Economía Popular Bellas Artes, la estación de Metrobús de Caracas Bellas Artes, la estación de metro Bellas Artes, la torre Bellas Artes, el edificio Tequendama, el edificio Radio Continente, el Banco Industrial de Venezuela, el Desarrollo Habitacional "Gigante de la Patria", el Patronato San José de Torbes, la plaza de los Museos, y la Universidad Nacional Experimental de las Artes.